# 臺灣鐵路公司車站等級
臺灣鐵路公司車站等級為臺灣鐵路公司（略稱臺鐵或臺鐵公司，前身為臺灣鐵路管理局）的車站等級。

## 定義
車站等級是由《交通部臺灣鐵路管理局所屬分支機構組織通則》第二條明文規定。
臺灣北部、中部、南部、東部地區優先各設一座特等站。其餘特等站、一等站、二等站、三等站，簡易站及招呼站等各級車站之設置標準係根據各站業務量，營運進款、客運業務、貨運業務、運轉及行車業務及其它因素分別評分，按總分數多寡核定等級。其評比權重為：營運進款25％、客運業務25％、貨運進款15％、運轉及行車25％、其它10％。
各站等級查定標準每五年調整乙次為原則，業務量以最近三年平均為準，但業務量無顯著昇降者免列於查定調整。因內外環境特殊，運務單位主管認為必要時，得按核定等級簽局調整級數。
簡易站、招呼站由鄰近的三等站或以上等級車站管理。臺鐵捷運化中新增的車站多為簡易站方式規畫。
各站級設置標準：
- 特等站：由《交通部臺灣鐵路管理局所屬分支機構組織通則》明定者。[3]
- 一等站：查定分數高於90分之車站，可於修改《交通部臺灣鐵路管理局所屬分支機構組織通則》時列入考量，低於48分之車站則降等。[3]
- 二等站：查定分數高於58分之車站可升等，低於41分之車站則降等。[3]
- 三等站：查定分數高於51分之車站可升等。[3]
- 簡易站：僅派站員未派站長之車站一律列為簡易站[3]。分有簡易站、甲種簡易站、乙種簡易站、丙種簡易站等四種。
- 招呼站：僅設有候車月台而無站員，並辦理客運業務[3]。並由三等站或以上之車站管理。全線招呼站皆設有電子票證驗票機供持用電子票證的乘客使用。
- 號誌站，不辦理客貨業務，只負責列車的避讓和交會信號控制[3]。

### 简易站標準
- 簡易站定義為客運量稀少、設備簡單，僅派有站員售票而無行車副站長，無法辦理列車交會、待避等行車業務之車站。值班方式有下列三種。
  - 24小時三班制全天候有站員值勤者；如：南科、大村、大慶、五權、精武、松竹、汐科、百福、大橋等通勤車站。
  - 於上午6點至晚上9點分二班有站員值勤，其餘時段比照招呼站辦理者；如：後庄、左營（舊城）、嘉北、竹田等站。
  - 於上午8點至12點、下午2點至5點有站員一人值勤，每週公休二日，其餘時段比照招呼站辦理者；如：柳營（上午十點至十一點三十分，中午十二點至下午六點有站員值勤）、水上、泰安、平溪、菁桐等站。
- 甲種簡易站則站点於CTC或ABS（自動閉塞）區間，客運量稀少，派有行車副站長24小時三班制值勤者，可辦理行車業務，且行車就地控制盤設在該站內。
- 乙種簡易站則站点於CTC或ABS（自動閉塞）區間，客運量稀少，不派行車副站長，僅設有候車月台；可辦理行車業務，但行車就地控制盤不在該站內，而設在其所屬管理站。
- 丙種簡易站則站点於非CTC或ABS之單線簡易聯動閉塞區間、或電氣路牌閉塞區間派有行車副站長24小時三班制值勤者，可辦理行車業務。

另外甲種、乙種、丙種簡易站與是否派駐站員售票無關。如：九讚頭、海端、景美等乙種簡易站無派員售票，並比照招呼站辦理。

## 現行站級列表

### 特等站
總計4座車站
- 北臺灣：臺北。
- 中臺灣：臺中。
- 南臺灣：高雄。
- 東臺灣：花蓮[4]。

### 一等站
總計28座車站。
- 縱貫線北段：基隆、七堵、南港、松山、萬華、板橋、樹林、桃園、中壢、新竹、竹南。
- 臺中線：苗栗、豐原。
- 縱貫線南段：彰化、員林、斗六、嘉義、新營、臺南、岡山、新左營。
- 屏東線：屏東、潮州。
- 宜蘭線：瑞芳、宜蘭、蘇澳新。
- 臺東線：玉里、臺東。

### 二等站
總計25座車站。
- 縱貫線北段：八堵、汐止、鶯歌。
- 海岸線：大甲、台中港、沙鹿。
- 臺中線：新烏日。
- 縱貫線南段：田中、二水、斗南、隆田、善化、永康、中洲、楠梓。
- 屏東線：鳳山、枋寮。
- 宜蘭線：雙溪、頭城、羅東、蘇澳。
- 北迴線：東澳、和平、新城（太魯閣）。
- 內灣線：竹東。

### 三等站
總計72座車站。
- 縱貫線北段：山佳、內壢、埔心、楊梅、富岡、湖口、新豐、竹北。
- 海岸線：後龍、白沙屯、通霄、苑裡、清水、龍井、大肚、追分。
- 臺中線：銅鑼、三義、后里、潭子、成功
- 縱貫線南段：社頭、林內、大林、民雄、新市、保安、大湖、路竹、橋頭。
- 屏東線：九曲堂、西勢、南州、林邊。
- 南迴線：加祿、枋野（其主要功能為辦理行包業務，無客運業務，在台鐵的火車站編制上仍為三等站）、大武、金崙、太麻里、知本。
- 宜蘭線：四腳亭、猴硐、三貂嶺、福隆、礁溪、二結、冬山。
- 北迴線：永樂、南澳、漢本、和仁、崇德、北埔。
- 臺東線：吉安、志學、壽豐、鳳林、萬榮、光復、富源、瑞穗、三民、東里、東竹、富里、池上、關山、瑞源、鹿野、山里。
- 花蓮臨港線：花蓮港。

### 簡易站
通勤簡易站：總計44座車站（括弧為其管理站）。
- 縱貫線北段：三坑（基隆）、百福（七堵）、五堵、汐科（以上二站皆為汐止）、浮洲（板橋）、南樹林（樹林）、鳳鳴（桃園）、北新竹、三姓橋（以上二站皆為新竹）。
- 臺中線：豐富（苗栗）、泰安（后里）、栗林（豐原）、頭家厝（潭子）、松竹、精武、五權、大慶（以上四站皆為臺中）、烏日（新烏日）。
- 縱貫線南段：大村（員林）、嘉北、水上（以上二站皆為嘉義）、柳營（新營）、南科（善化）、大橋（臺南）、仁德（中洲）、左營（舊城）、內惟（以上二站皆為新左營）、鼓山、三塊厝（以上二站皆為高雄）。
- 屏東線：民族、科工館（以上二站皆為高雄）、正義、後庄（以上二站皆為鳳山）、竹田（潮州）。
- 臺東線：豐田（壽豐）、林榮新光（鳳林）。
- 平溪線：平溪、菁桐（皆為瑞芳）。
- 內灣線：千甲、新莊（皆為新竹）。
- 集集線：集集、水、車埕（皆為二水）。
- 沙崙線：長榮大學（中洲）。

甲種簡易站：總計13座車站（括弧為其管理站）。
- 縱貫線北段：北湖（湖口）、香山（新竹）。
- 海岸線：大山（後龍）、日南（大甲）。
- 縱貫線南段：花壇（彰化）、南靖（嘉義）、後壁（新營）、林鳳營（隆田）。
- 屏東線：佳冬（枋寮）。
- 宜蘭線：大里、龜山（以上二站皆為頭城）、四城（宜蘭）。
- 內灣線：竹中（竹東）。

乙種簡易站：總計15座車站。（括弧為其管理站）
- 海岸線：新埔（通霄）。
- 臺中線：太原（臺中）。
- 縱貫線南段：美術館（高雄）。
- 南迴線：枋山（加祿）、瀧溪（大武）、康樂（臺東）。
- 宜蘭線：貢寮（雙溪）。
- 北迴線：武塔（南澳）、景美（新城）。
- 臺東線：南平（鳳林）、海端（關山）。
- 內灣線：九讚頭、內灣（皆為竹東）。
- 六家線：六家（竹東）。
- 沙崙線：沙崙（中洲）。

丙種簡易站：總計2座車站（括弧為其管理站）。
- 平溪線：十分（瑞芳）。
- 集集線：濁水（二水）。

### 招呼站
總計40座車站（括弧為其管理站）。
- 縱貫線北段：新富（富岡）、崎頂（竹南）。
- 海岸線：談文（竹南）、龍港（後龍）。
- 臺中線：造橋（竹南）、南勢（苗栗）。
- 縱貫線南段：永靖（員林）、石榴（斗六）、石龜（斗南）、拔林（隆田）。
- 屏東線：六塊厝、歸來、麟洛（以上三站皆為屏東）、崁頂（潮州）、鎮安（南州）、東海（枋寮）。
- 南迴線：內獅（加祿）。
- 宜蘭線：暖暖（八堵）、石城、外澳、頂埔（以上三站皆為頭城）、中里（羅東）、新馬（蘇澳新）、牡丹（雙溪）、大溪（頭城）。
- 臺東線：平和（壽豐）、大富（富源）、瑞和（瑞源）。
- 平溪線：大華、望古、嶺腳（皆為瑞芳）。
- 深澳線：海科館、八斗子（皆為瑞芳）。
- 內灣線：上員、榮華、橫山、合興、富貴（皆為竹東）。
- 集集線：源泉、龍泉（皆為二水）。

### 號誌站
- 西部幹線
- 縱貫線北段
- K10號誌站（掩護號誌，為七堵－南港間第三正線的南端終點）。
- 42公里號誌站（掩護號誌，進入樹林調車場的號誌站）。
- 海岸線：談文南號誌站（竹南站管理）。
- 縱貫線南段：大肚溪南號誌站（彰化站管理）。
- 南迴線：中央號誌站（枋野站管理）、古莊號誌站（大武站管理）。
- 貨運支線：花蓮臨港線：嘉新號誌站（位於已廢止之花蓮北號誌站附近，該號誌站為花蓮車站管理之非正式號誌站，及花蓮港車站管理之正式號誌站）。

### 調車場（含編組站）
- 七堵機務段（七堵調車場）。
- 宜蘭機務段。
- 蘇澳機務分駐所。
- 基隆機務分駐所。

- 臺北機務段（樹林調車場）。

- 新竹機務段（臺鐵富岡車輛基地內）。
- 南新竹機務分駐所。
- 苗栗機務分駐所。

- 彰化機務段。
- 二水機務分駐所。

- 嘉義機務段。

- 高雄機務段（臺鐵潮州車輛基地內）。
- 左營機務分段。
- 枋寮機務分駐所。

- 花蓮機務段。

- 臺東機務段。

## 外部連結
- 台灣鐵路管理局台北運務段轄內車站
- 台灣鐵路管理局台中運務段轄內車站
- 台灣鐵路管理局高雄運務段轄內車站
- 台灣鐵路管理局宜蘭運務段轄內車站
- 台灣鐵路管理局花蓮運務段轄內車站